# Новосонченское воеводство
Новосонченское воеводство (пол. województwo nowosądeckie) — воеводство Польши, существовавшее в 1975—1998 годах.
Представляло собой одну из 49 основных единиц административного деления Польши, которые были упразднены в результате административной реформы Польши 1998 года. 
Занимало площадь 5576 км². Административным центром воеводства являлся город Новы-Сонч. После административной реформы воеводство прекратило своё существование и его территория полностью отошла к новообразованному Малопольскому воеводству.

## Города
Крупнейшие города воеводства по числу жителей (по состоянию на 31 декабря 1998 года):
- Новы-Сонч — 83 754
- Новы-Тарг — 34 326
- Горлице — 30 215
- Закопане — 29 822
- Лиманова — 14 643